# Gordini 24S

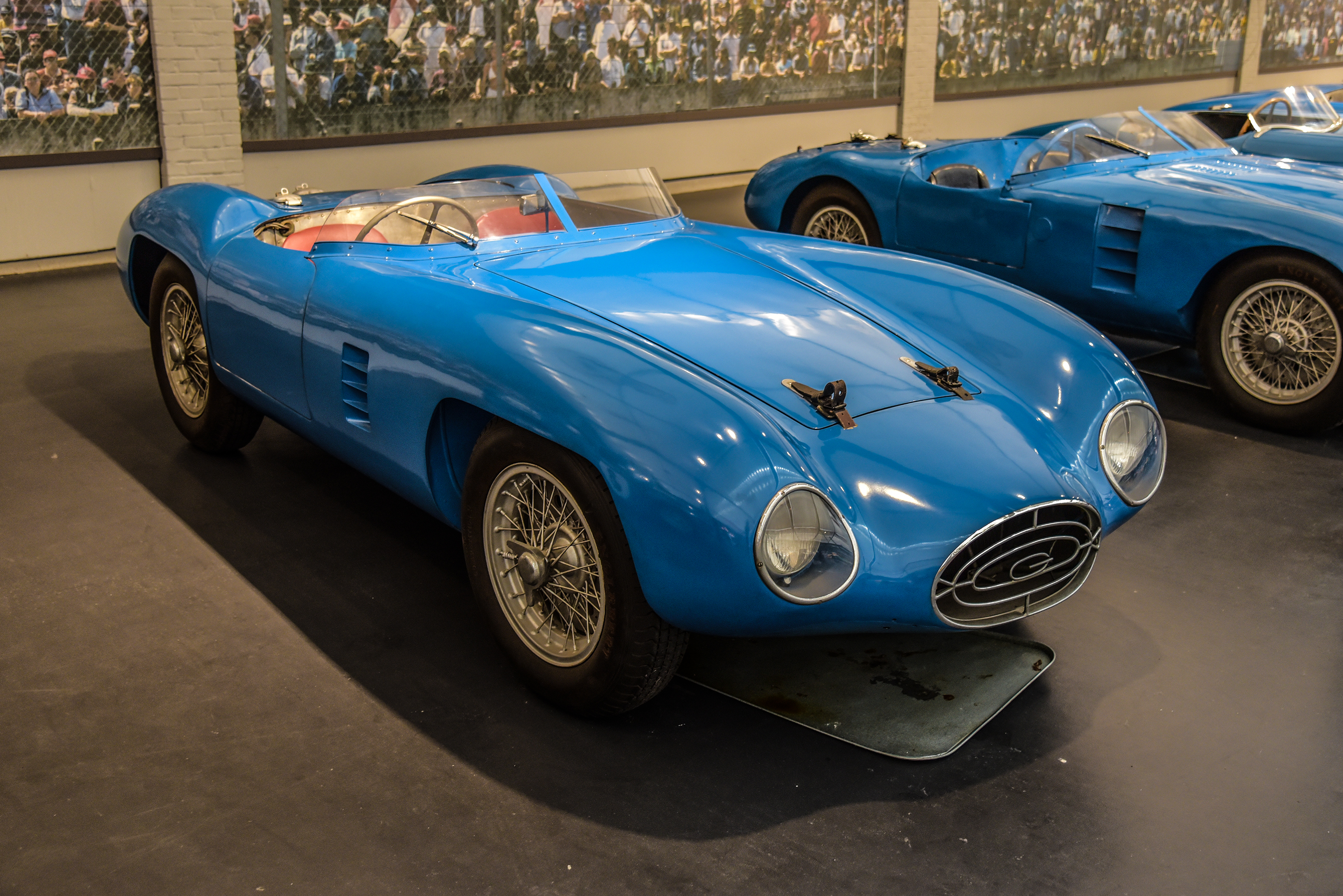
1953 Gordini T24S

La Gordini Type 24S est une voiture de course sportive, conçue, développée et construite par le constructeur français Gordini en 1953.

## Historique du développement et technologie
Le développement de la Type 24 était le projet de voiture de sport le plus ambitieux d'Amédée Gordini à ce jour. La voiture serait équipée d'un moteur 8 cylindres en ligne de 3 litres composé de deux blocs 4 cylindres. L'unité était une construction interne aux ateliers Gordini, puisque Simca avait mis fin à leur coopération après un manque de succès. Il y avait aussi une nouvelle boîte de vitesses rapide à 5 rapports.
Gordini construisit deux châssis, qui reçurent les numéros 0036S et 0037S. Le châssis était en acier tubulaire et la carrosserie était en aluminium. Les deux voitures ont été conduites par l'équipe d'usine dans des courses de voitures de sport. L'écrivain français Françoise Sagan s'est intéressée au châssis 0036S en 1956 et a acheté la voiture à un prix convenu selon les salaires à payer et les dettes à combler. Elle ne l'a pas conservée longtemps, le véhicule est vite racheté par André Guelfi, qui continue à courir avec la voiture. Après plusieurs changements de propriétaires, la voiture de course entièrement restaurée a été proposée aux enchères en 2014 avec un prix minimum de 2,5 millions d'euros.
Le châssis 0037S a été acquis par les frères Fritz et Hans Schlumpf en 1955 et se trouve aujourd'hui au Musée national de l'Automobile.

## Historique en course
À l'origine, la Type 24 devait faire ses débuts en course aux 24 Heures du Mans 1953, mais le châssis 0036S ne fut pas terminé à temps et resta en réserve. La voiture fait finalement ses débuts aux 12 Heures de Reims 1953, avec Jean Behra et Jean Lucas au volant. Partant de la cinquième place lors des essais, la voiture abandonne la course à la suite d'un accident. La première arrivée est survenue trois semaines plus tard au Grand Prix de Caen, où Jean Lucas a terminé sixième avec cependant quatre tours de retard sur Pierre Chancel sur la petite Panhard X85.
En 1954, les deux voitures participent au championnat du monde des voitures de sport sans grand succès. Il y eut cependant des victoires en dehors des grandes courses de voitures de sport. Franco Bordoni-Bisleri a remporté le Trullo d'Oro et le Grand Prix de Pergusa; Jean Behra reste couronné de succès à la Coupe du Salon.
À partir de 1955, la Type 24S n'est conduite que par des pilotes privés et disparaît définitivement des circuits après un échec aux 24 heures du Mans en 1957.